# Irena Kuzora-Ziarno
Irena Kuzora-Ziarno geb. Lindner (* 18. Juli 1928 in Warschau; † Dezember 2015) war eine polnische Elektroingenieurin. Sie war Professorin für Theoretische Elektrotechnik an der Technischen Universität Rzeszów.

## Lebenslauf
Ihre Eltern waren Ronnald Lindner und Cecylia geb. Sknypisiske. 1947 begann sie an der Technischen Universität Danzig ein Studium im Fachbereich Elektrizität, das sie 1952 mit „sehr gut“ abschloss. Bereits ab 1950 arbeitete sie als Assistentin im Fachbereich Mathematik, wo sie bis 1955 blieb. Danach wechselte sie in den Fachbereich Theoretische Elektrotechnik, wo sie ihre Doktorarbeit zum Thema „Elektrisches Modell der stationären Schwingungen idealer Flüssigkeiten mit freier Oberfläche“ schrieb.
Nach der Promotion 1965 arbeitete sie an der Technischen Universität von Rzeszów. Ab 1968 war sie dort Dozentin. 1991 wurde sie pensioniert und war zu diesem Zeitpunkt die Inhaberin des Lehrstuhls für Theoretische Elektrotechnik und Leiterin des Fachbereichs. Schwerpunkt ihrer Forschungen waren elektrische Modelle in Zusammenhang mit der Feldtheorie.